# Greenwood (Misisipi)
Greenwood es una ciudad del condado de Leflore, Misisipi, Estados Unidos. Según el censo de 2000 tenía una población de 18.425 habitantes y una densidad de población de hab/km².

## Demografía
Según el censo de 2000, la población estaba distribuida en un 31,0% de habitantes menores de 18 años, un 10,3% entre 18 y 24 años, un 26,7% de 25 a 44, un 18,6% de 45 a 64, y un 13,3% de 65 años o mayores. La media de edad era 32 años. Por cada 100 mujeres había 84,2 hombres. Por cada 100 mujeres de 18 años o más, había 75,9 hombres. En este lugar se decía que vivía Forrest en la película Forrest Gump.

## Geografía
Según la Oficina del Censo de los Estados Unidos, Greenwood tiene un área total de 33,7 km² de los cuales 32,1 km² corresponden a tierra firme y 0,6 km² a agua. El porcentaje total de superficie con agua es 3,15.